# دوني رانك
دوني رانك (بالفرنسية: Denis Ranque)‏ هو مهندس فرنسي ، ولد في 7 يناير 1952، في مرسيليا. وهو رئيس مجلس إدارة شركة مجموعة ايرباص منذ 2 أبريل 2013.